# 托米·奧爾
托米·奧爾（Thomas Michael "Tommy" Oar）是澳大利亞的一位足球運動員。在場上司職邊鋒或攻擊型中場。他現在效力於澳大利亚足球甲级联赛球隊麦克阿瑟足球俱乐部。他也代表澳大利亞國家足球隊參加比賽。

## 榮譽

### 國際賽
澳洲隊
- 東南亞U19青年錦標賽冠軍：2008年
- 亞足聯亞洲盃冠軍：2015年

## 外部連結
- Voetbal International profile （页面存档备份，存于） （荷兰文）
- FC Utrecht profile （页面存档备份，存于）